# Giovanni Paolo Pannini
Giovanni Paolo Pannini (Placência, 17 de junho de 1691 – Roma, 21 de outubro de 1765) foi um pintor e arquiteto que trabalhou em Roma e é conhecido principalmente como um dos vedutisti ("pintores de vistas"). Como pintor, Panini é mais conhecido por suas vistas de Roma, nas quais teve um interesse particular pelas antiguidades da cidade. Entre suas obras mais famosas estão a vista do interior do Panteão (em nome de Francesco Algarotti ) e seu vedute - pinturas de galerias de imagens com vistas de Roma. A maioria de suas obras, especialmente as de ruínas, têm um embelezamento fantasioso e irreal característico dos temas de capricho. Nisto eles se assemelham ao capricci de Marco Ricci. Panini também pintou retratos, incluindo um do Papa Bento XIV.

## Biografia
Quando jovem, Panini treinou em sua cidade natal de Piacenza, com Giuseppe Natali e Andrea Galluzzi , e com o cenógrafo Francesco Galli-Bibiena. Em 1711 muda-se para Roma, onde estuda desenho com Benedetto Luti.
Em Roma, Panini ganhou fama como decorador de palácios. Algumas de suas obras incluem a Villa Patrizi (1719-1725), o Palazzo de Carolis (1720) e o Seminario Romano (1721-1722). Em 1719, Panini foi admitido na Congregazione dei Virtuosi al Pantheon. Ele ensinou em Roma na Accademia di San Luca e na Académie de France, onde teria influenciado Jean-Honoré Fragonard. Em 1754, ele serviu como príncipe (diretor) da Accademia di San Luca.
Os monarcas espanhóis apreciaram tanto o seu trabalho que, a pedido de Filippo Juvarra, este enviou pinturas para decorar a Sala de Laca do Palacio Real de La Granja de San Ildefonso. Além disso, o Rei D. Carlos IV, quando era Príncipe, comprou várias das suas obras que ainda se conservam no Museu do Prado e nos palácios reais.
Panini morreu em Roma em 21 de outubro de 1765.

## Galeria

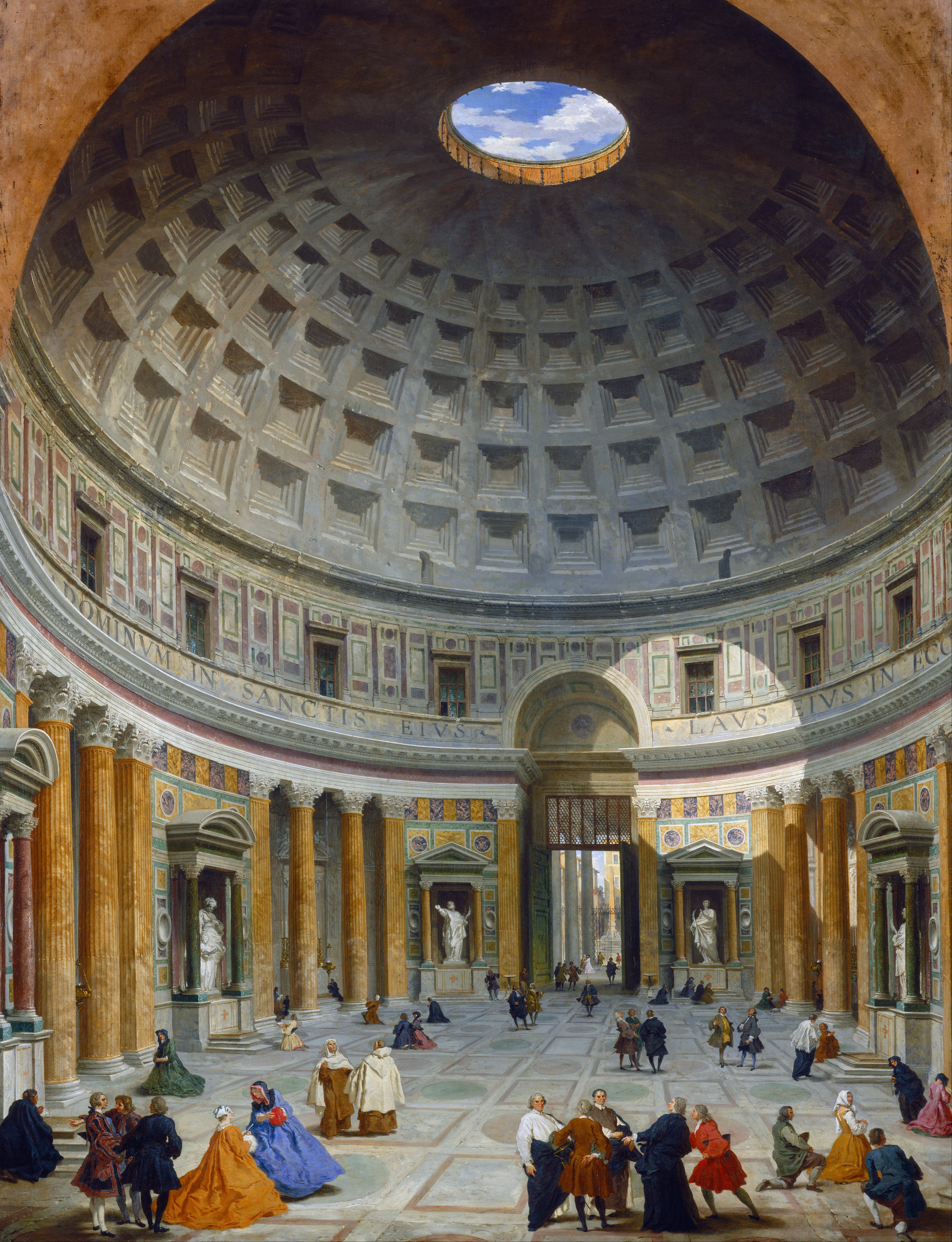
Interior do Panteão, Roma, c. 1734
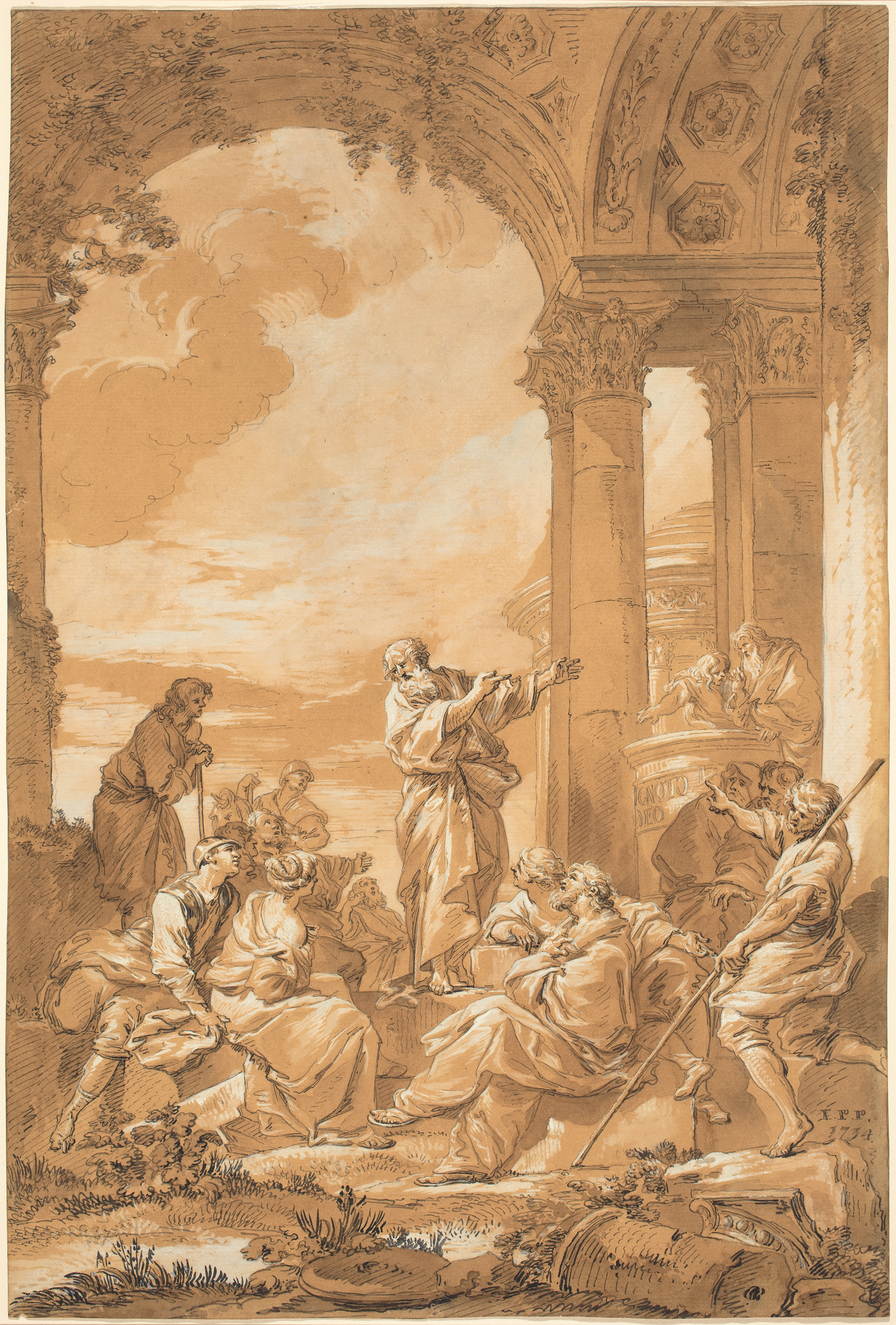
São Paulo Pregando em Atenas, 1734, National Gallery of Art
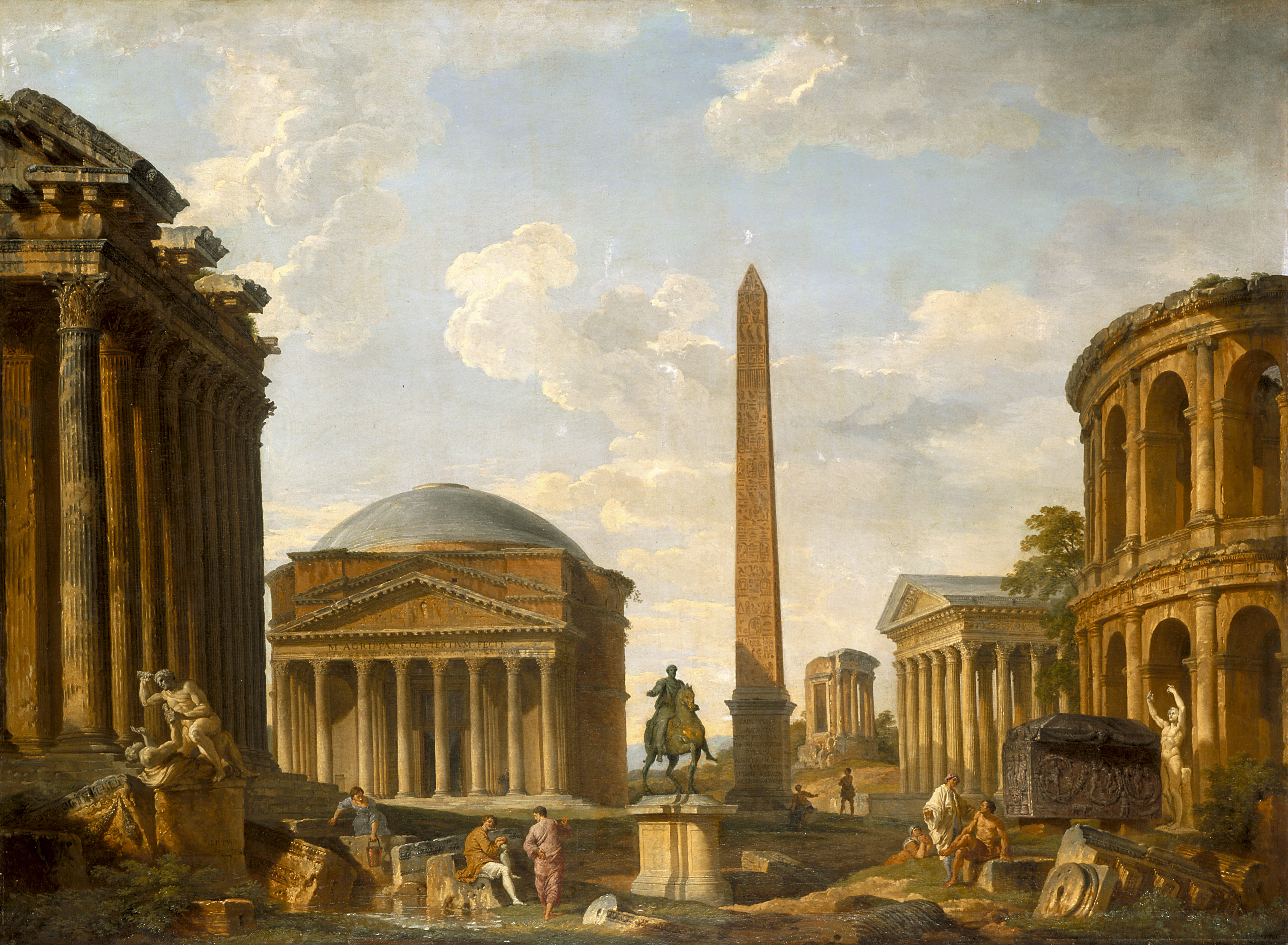
Capriccio Romano: O Panteão e Outros Monumentos (1735), Indianapolis Museum of Art
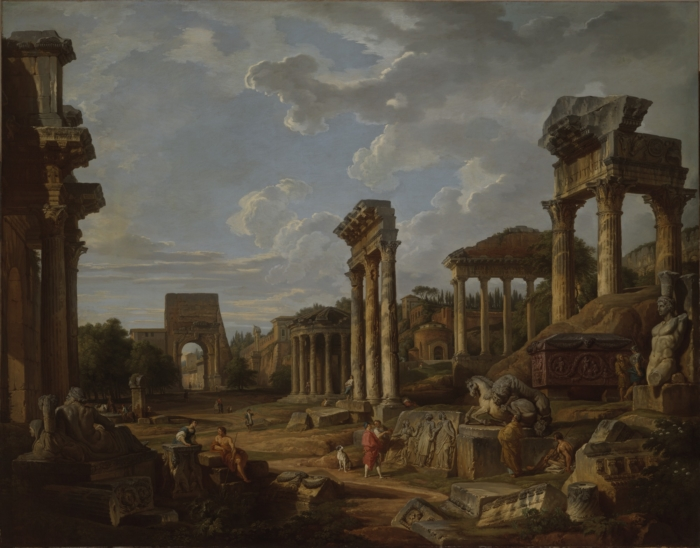
Um Capriccio do Fórum Romano (1741)
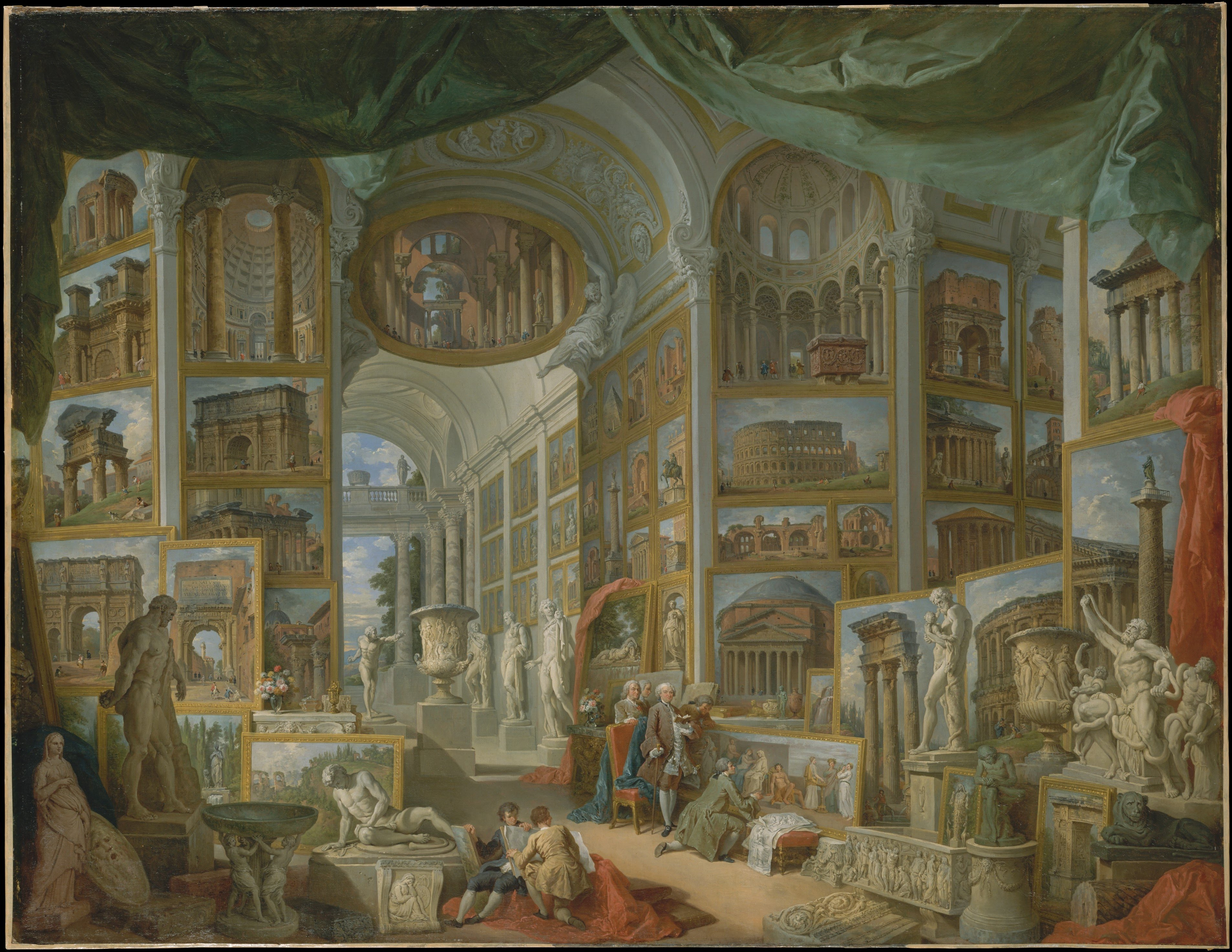
Roma Antiga (1757), Metropolitan Museum of Art
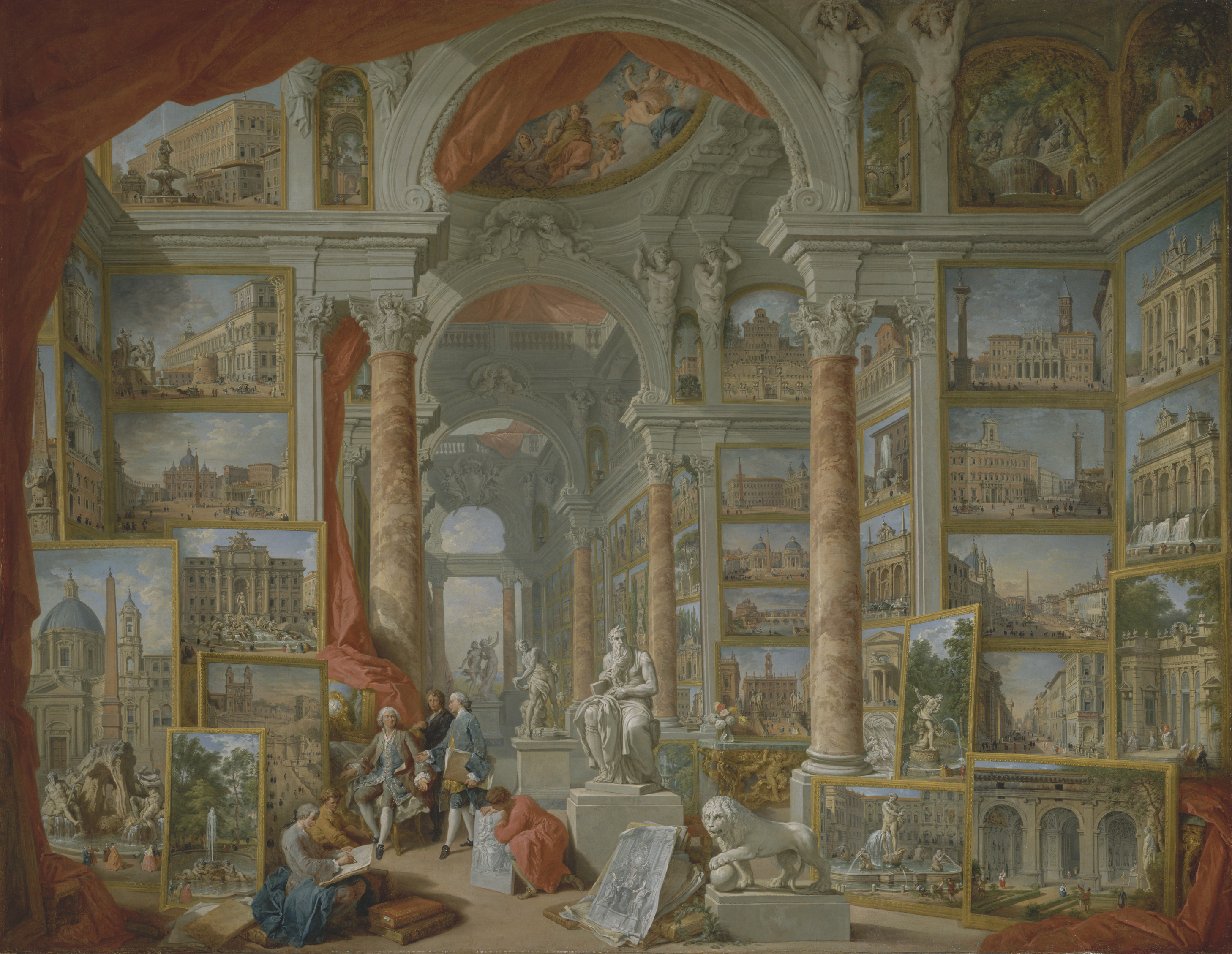
Roma Moderna (1757), Museum of Fine Arts, Boston
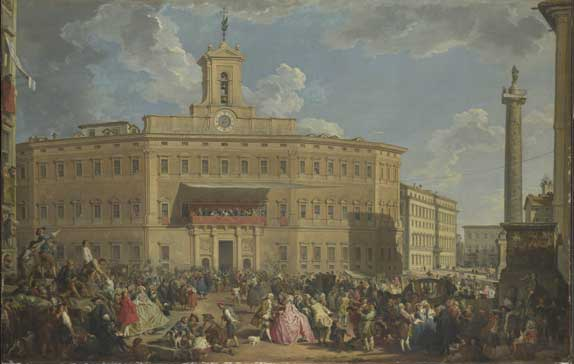
A loteria no Palazzo Montecitorio, agora na National Gallery, Londres
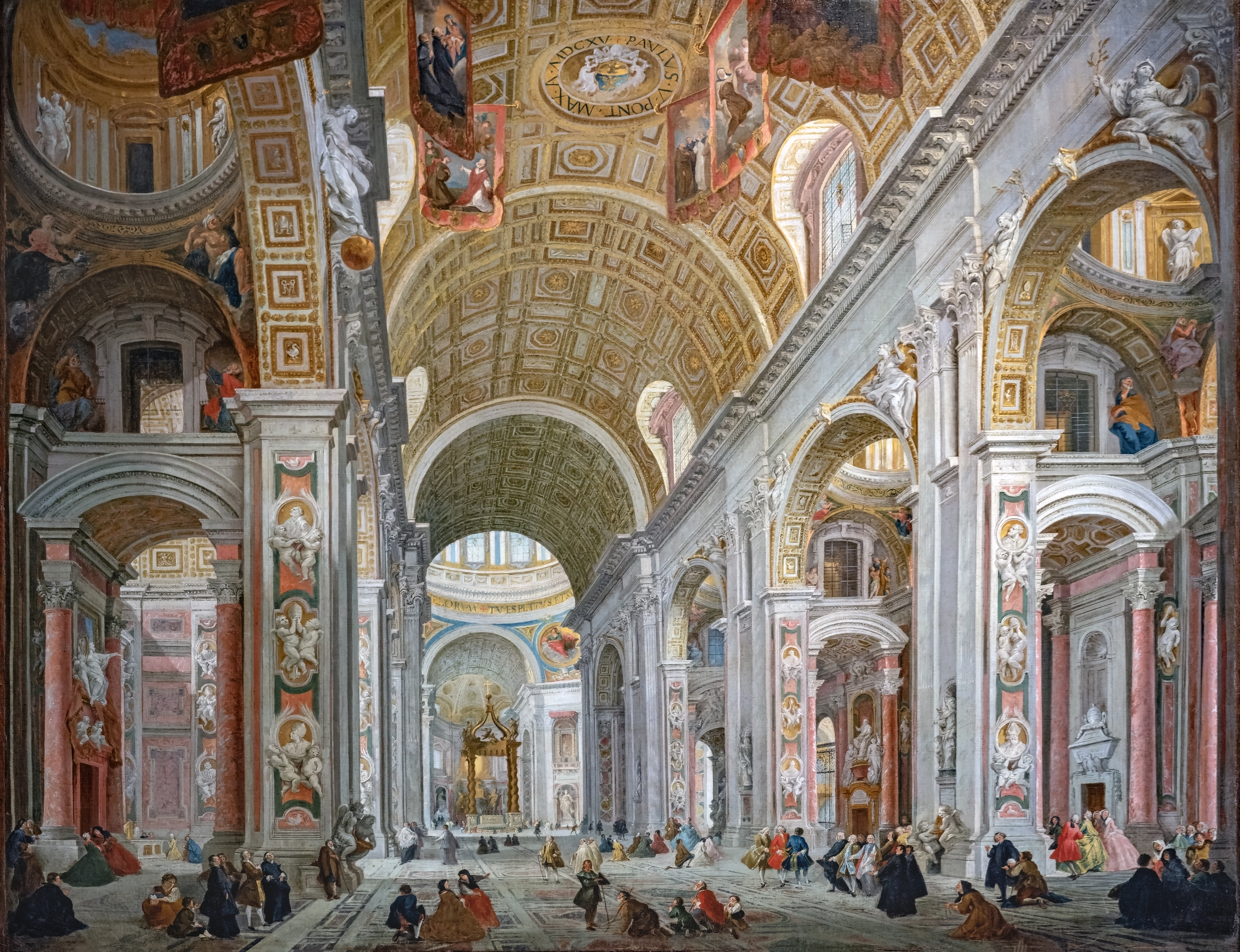
Basílica de São Pedro, desde a entrada
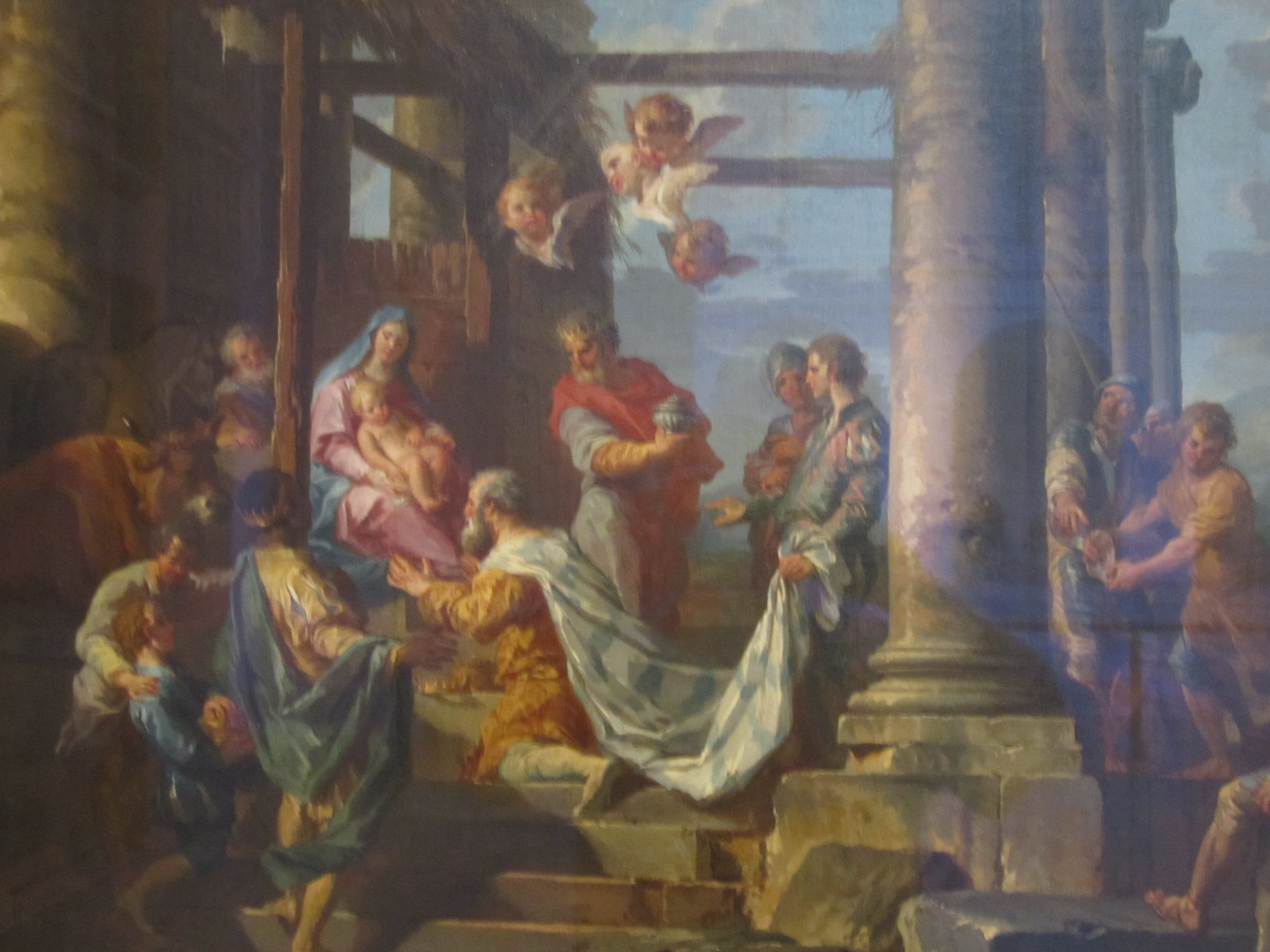
Adoration of the Shepherds, Adoration of the Magi (1755), mostrado aqui no Brooklyn Museum em Nova York
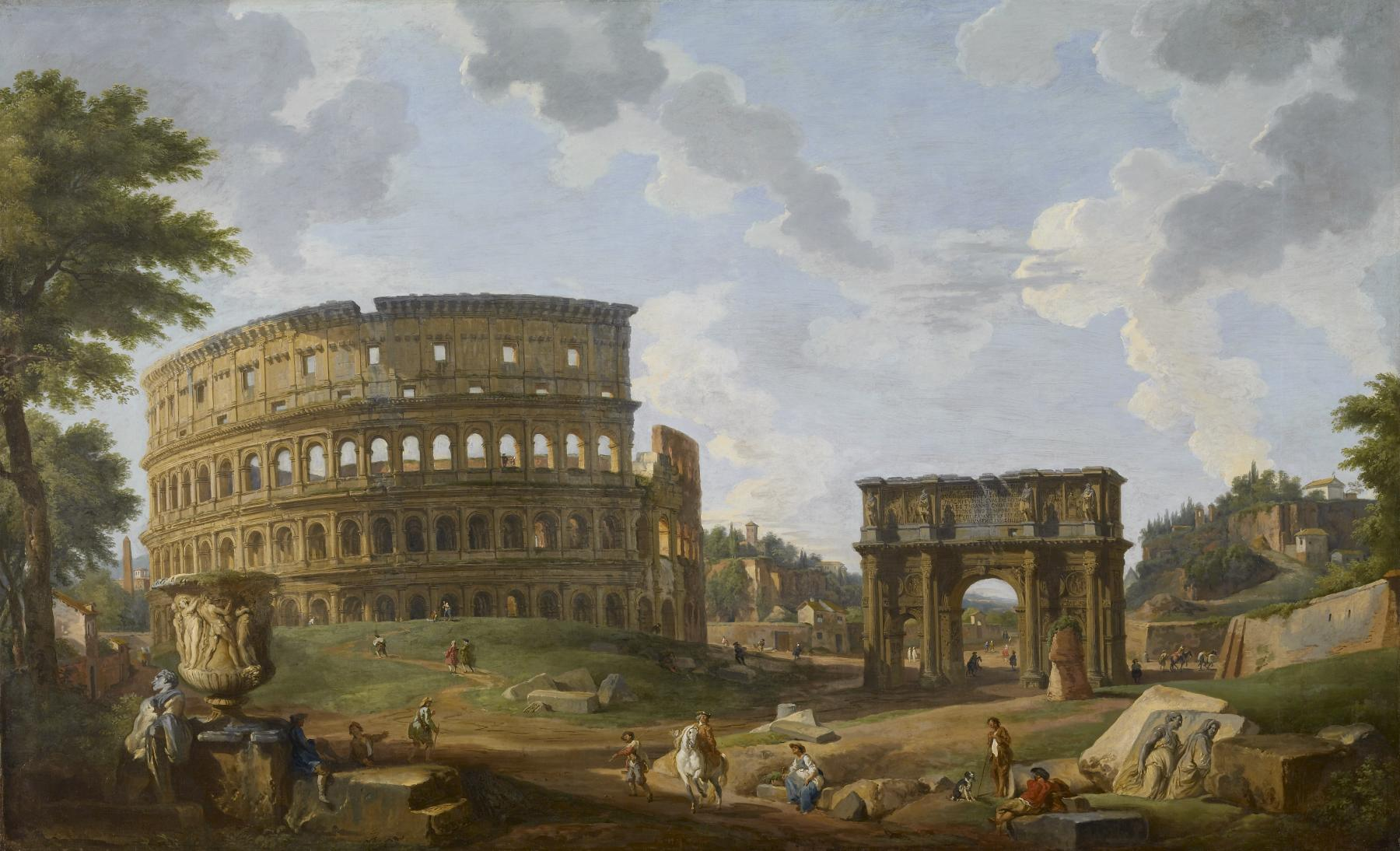
Vista do Coliseu (1747), no Museu de Arte Walters
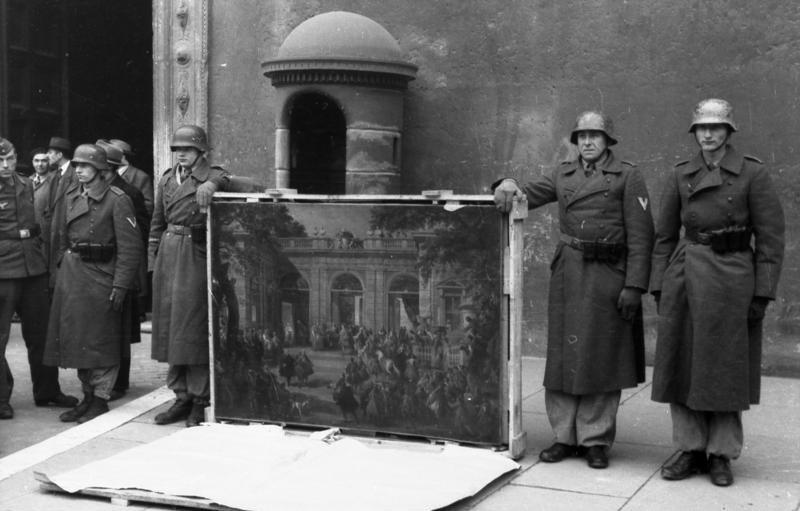
Soldados alemães em 1944 posando com uma foto da Pannini - Carlo III di Borbone che visita il papa Benedetto XIV nella café del Quirinale a Roma - na época saqueada do Museu de Nápoles
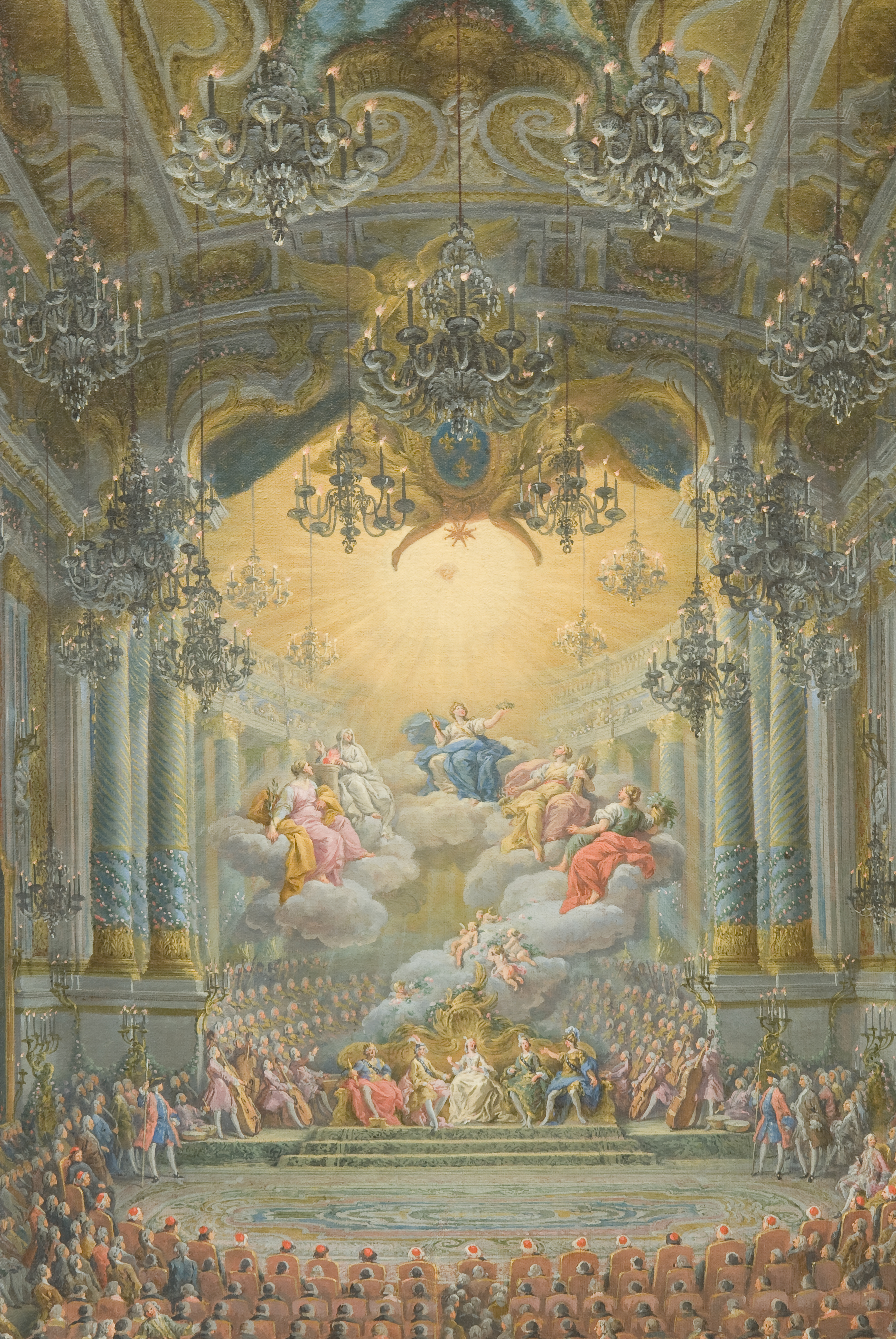
Um concerto dado pelo duque de Nivernais para marcar o nascimento do delfim, 1751 em Waddesdon Manor
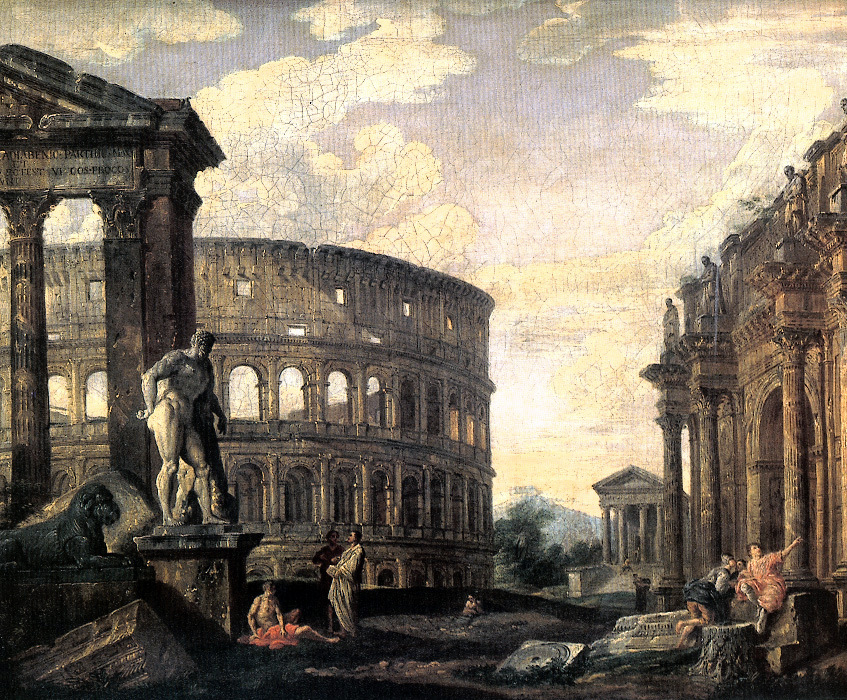
Ruínas da Roma Antiga
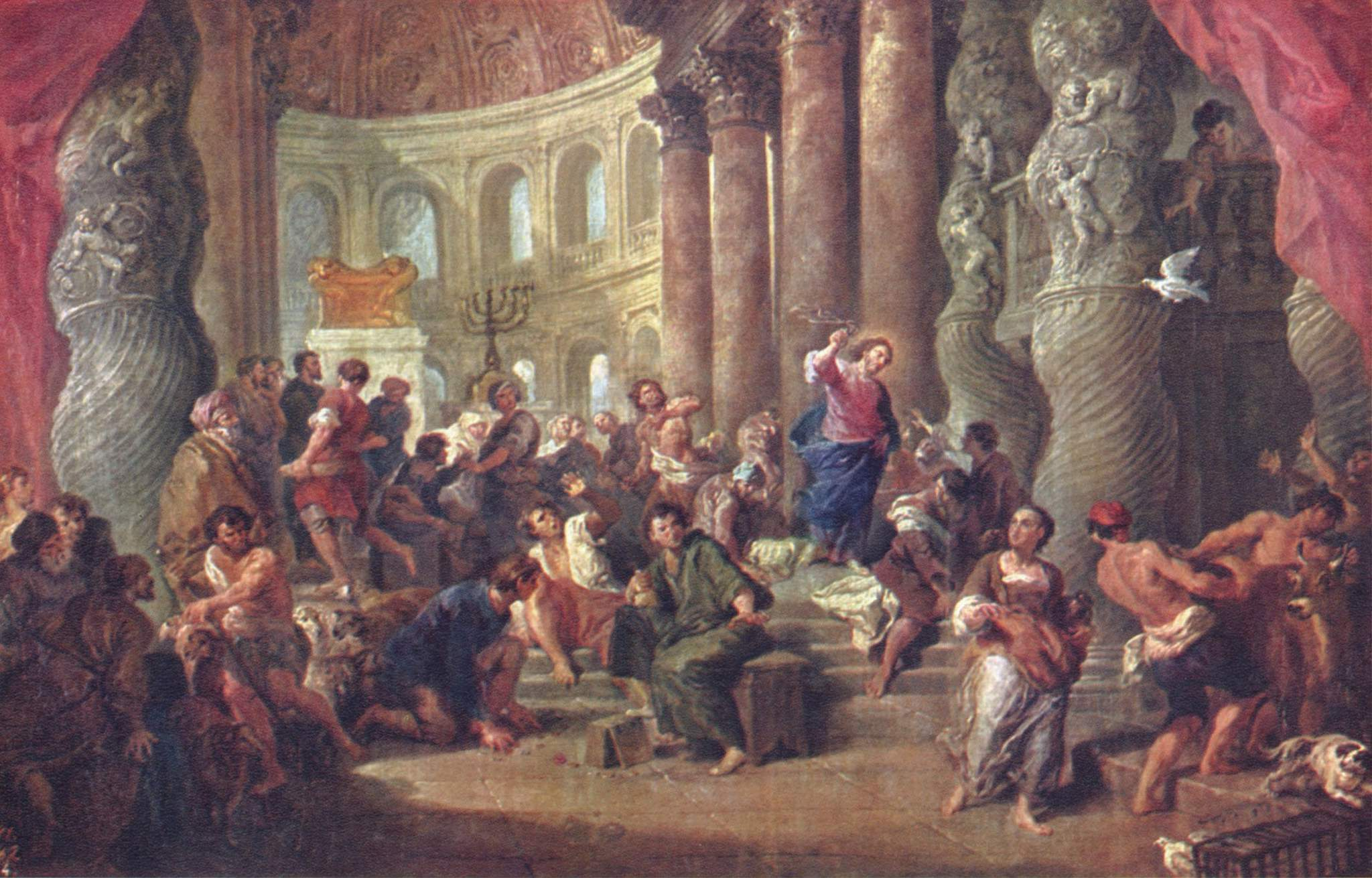
Cristo expulsando os cambistas do templo. ca. 1725. Prado Museum, Madrid.
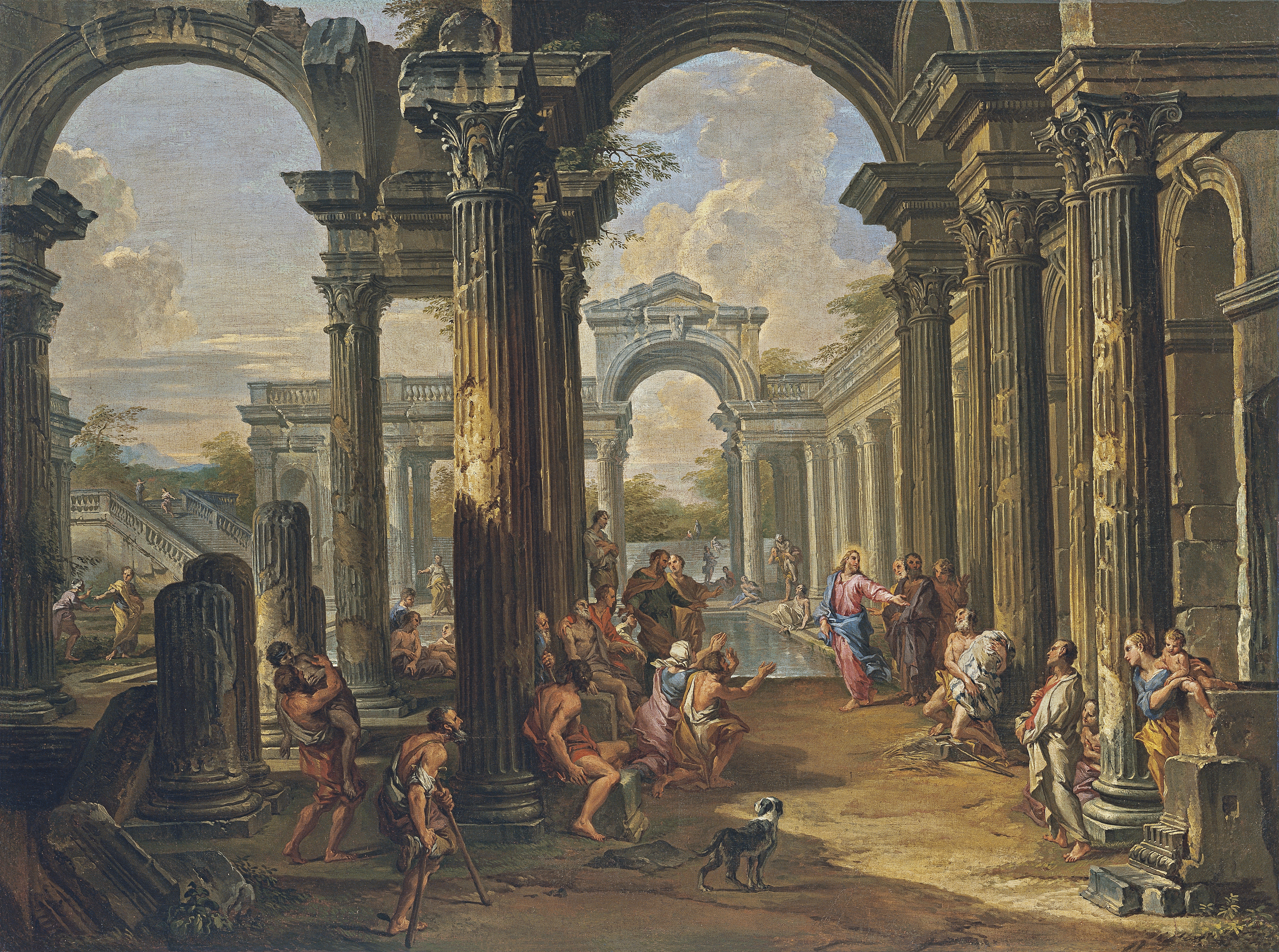
A piscina de Bethesda, (1724), no Museu Thyssen-Bornemisza, Madrid.